# Cmentarz wojenny w Siemiatyczach
Cmentarz z I wojny światowej w Siemiatyczach – cmentarz żołnierzy niemieckich i rosyjskich poległych w I wojnie światowej, zabytek wpisany do rejestru pod numerem 664 z 15.12.1988.

## Opis
Cmentarz znajduje się na rogatkach Siemiatycz, obok skrzyżowania dróg krajowych 19 i 62. Obiekt założony jest na planie prostokąta i posiada metalowe ogrodzenie. Na terenie nekropolii umieszczono 4 tablice.
Treść napisu na tablicy przy wejściu (po lewej stronie):
„STOJĄCY NA ŚRODKU CMENTARZA POMNIK WZNIESIONY ZOSTAŁ W 1942 R PRZEZ NIEMIECKIE WŁADZE OKUPACYJNE RĘKAMI ŻYDÓW Z SIEMIATYCKIEGO GETTA.
TREŚĆ NAPISU NA POMNIKU JEST NASTĘPUJĄCA
TU SPOCZYWA 53 NIEMIECKICH I 63 ROSYJSKICH ŻOŁNIERZY.
ONI ZGINĘLI ZA SWOJĄ OJCZYZNĘ 1915 R.
LISTOPAD 1978 R.
TOWARZYSTWO PRZYJACIÓŁ SIEMIATYCZ ORAZ RZEMIEŚLINICY Z SIEMIATYCZ”
Treść napisu na tablicy przy wejściu (po prawej stronie):
„CMENTARZ WOJSKOWY
ŻOŁNIERZY ARMJI ZABORCZYCH NIEMIECKIEJ I ROSYJSKIEJ Z OKRESU I WOJNY ŚWIATOWEJ.
W OBU TYCH PRZECIWSTAWNYCH SOBIE ARMIACH PRZYMUSOWO WCIELENI WALCZYLI I ODDALI SWE ŻYCIE W BRATOBÓJCZEJ WALCE POLACY
CZEŚĆ ICH PAMIĘCI
LISTOPAD 1978 R.
W 60 LECIE ODZYSKANIA NIEPODLEGŁOŚCI
TOWARZYSTWO PRZYJACIÓŁ SIEMIATYCZ ORAZ RZEMIEŚLINICY Z SIEMIATYCZ”
Treść napisu na pomniku stojącym centralnie na cmentarzu
„HIER RUHEN
53 DEUTSCHE UND
63 RUSS. KRIEGER.
SIE STARBEN FÜR
IHR VATERLAND
IM AUGUST
1915”
Cmentarz ma powierzchnię 1,175 ha.

## Galeria zdjęć

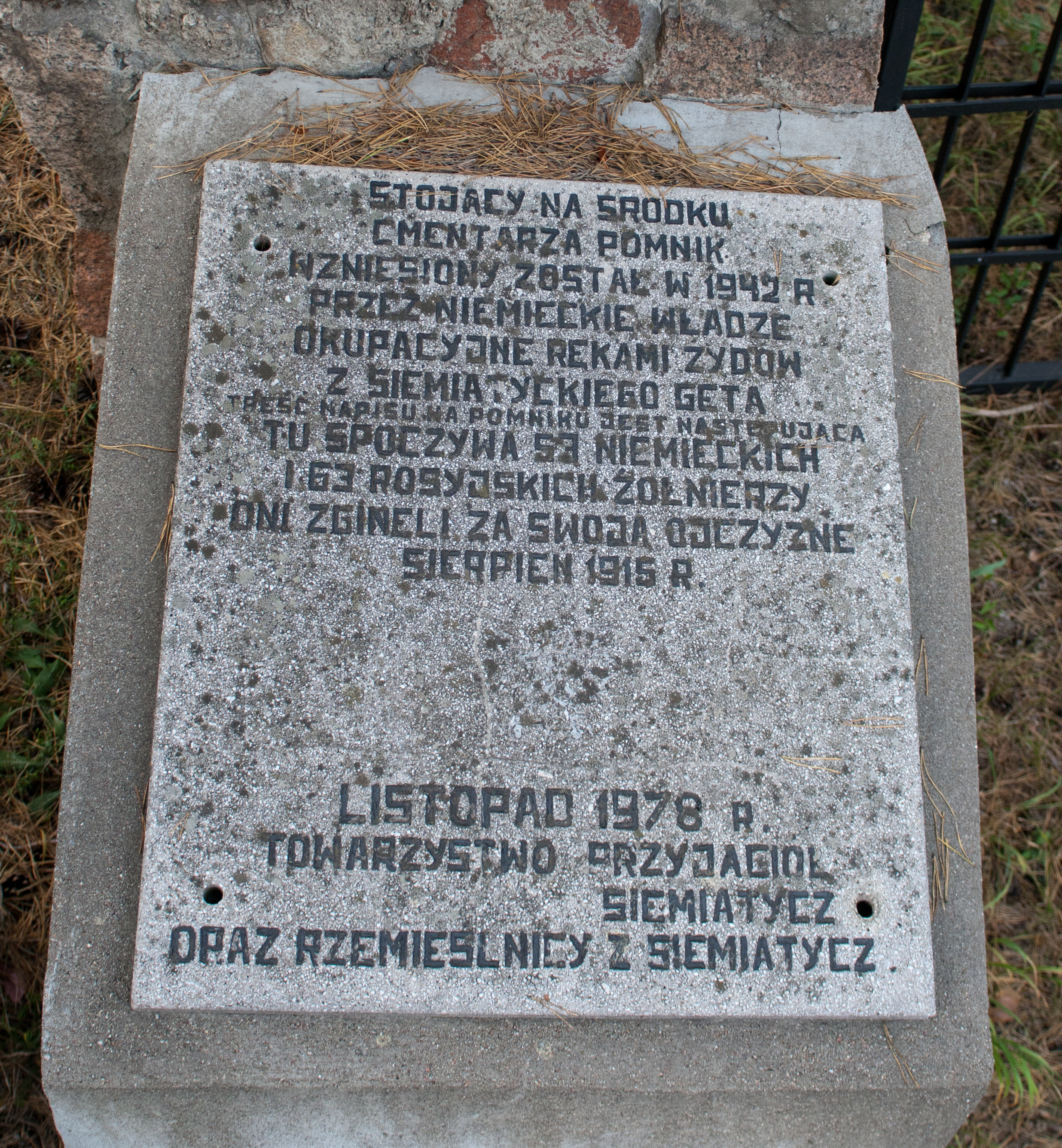
Tablica przy bramie (lewa)
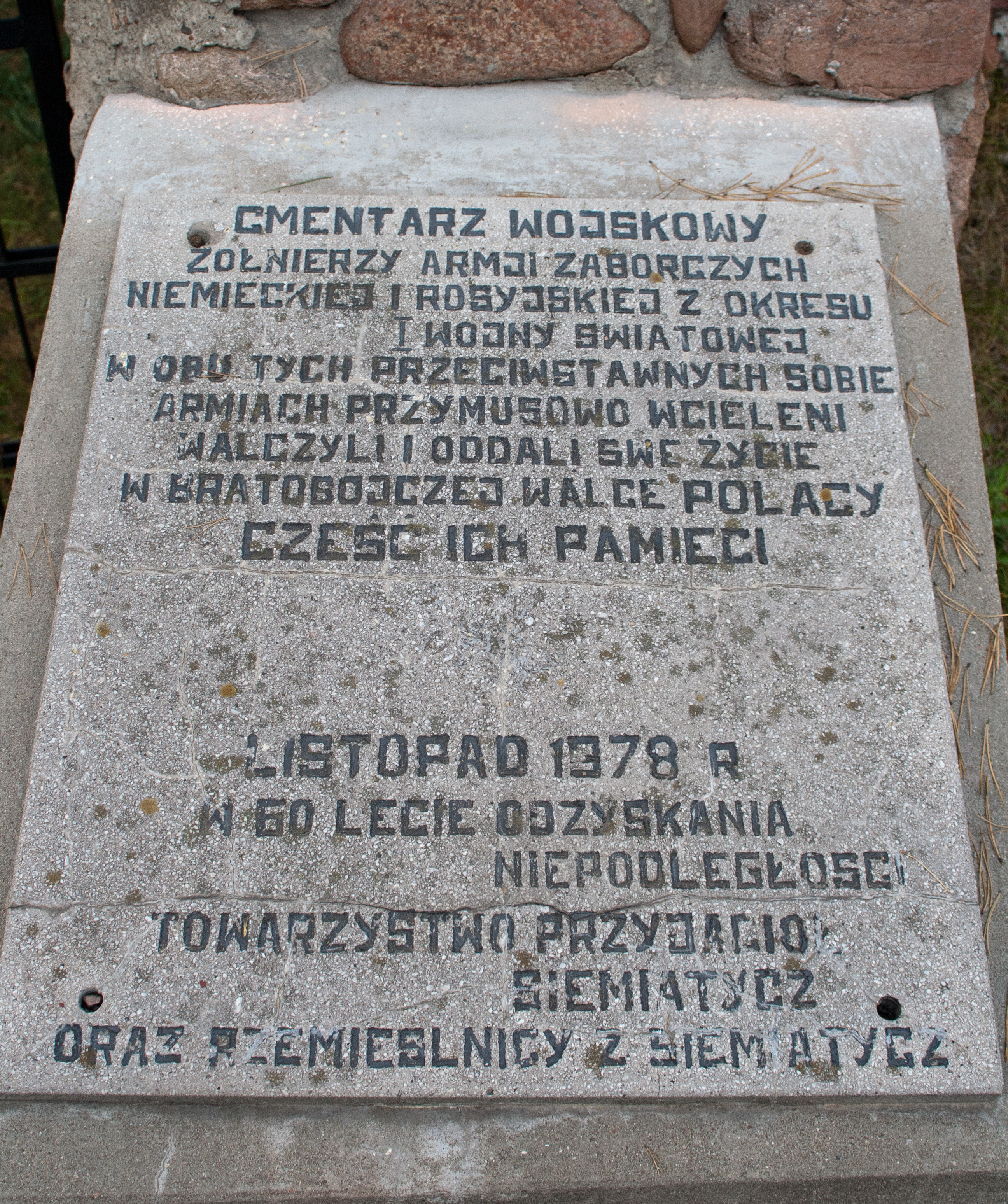
Tablica przy bramie (prawa)
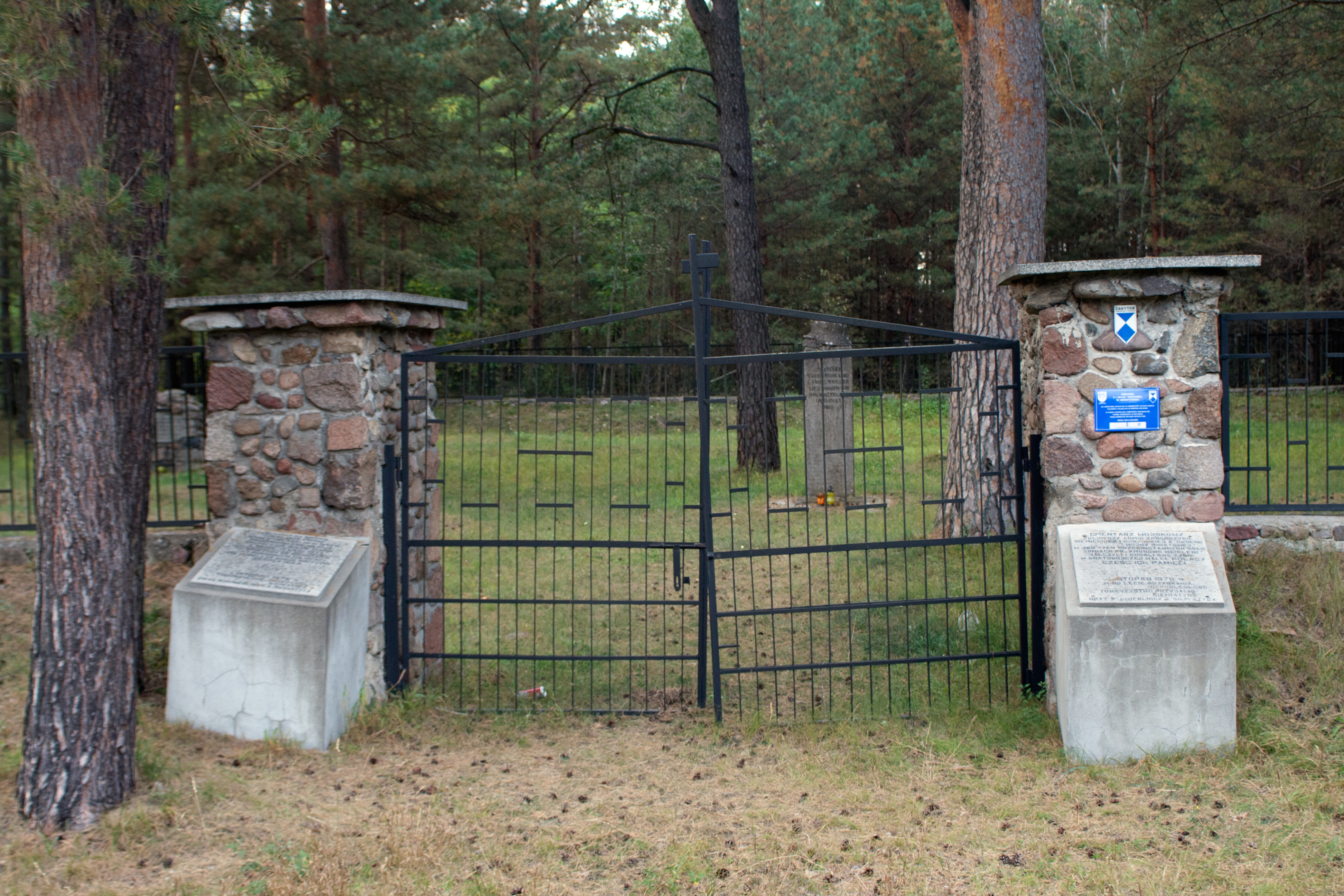
Brama
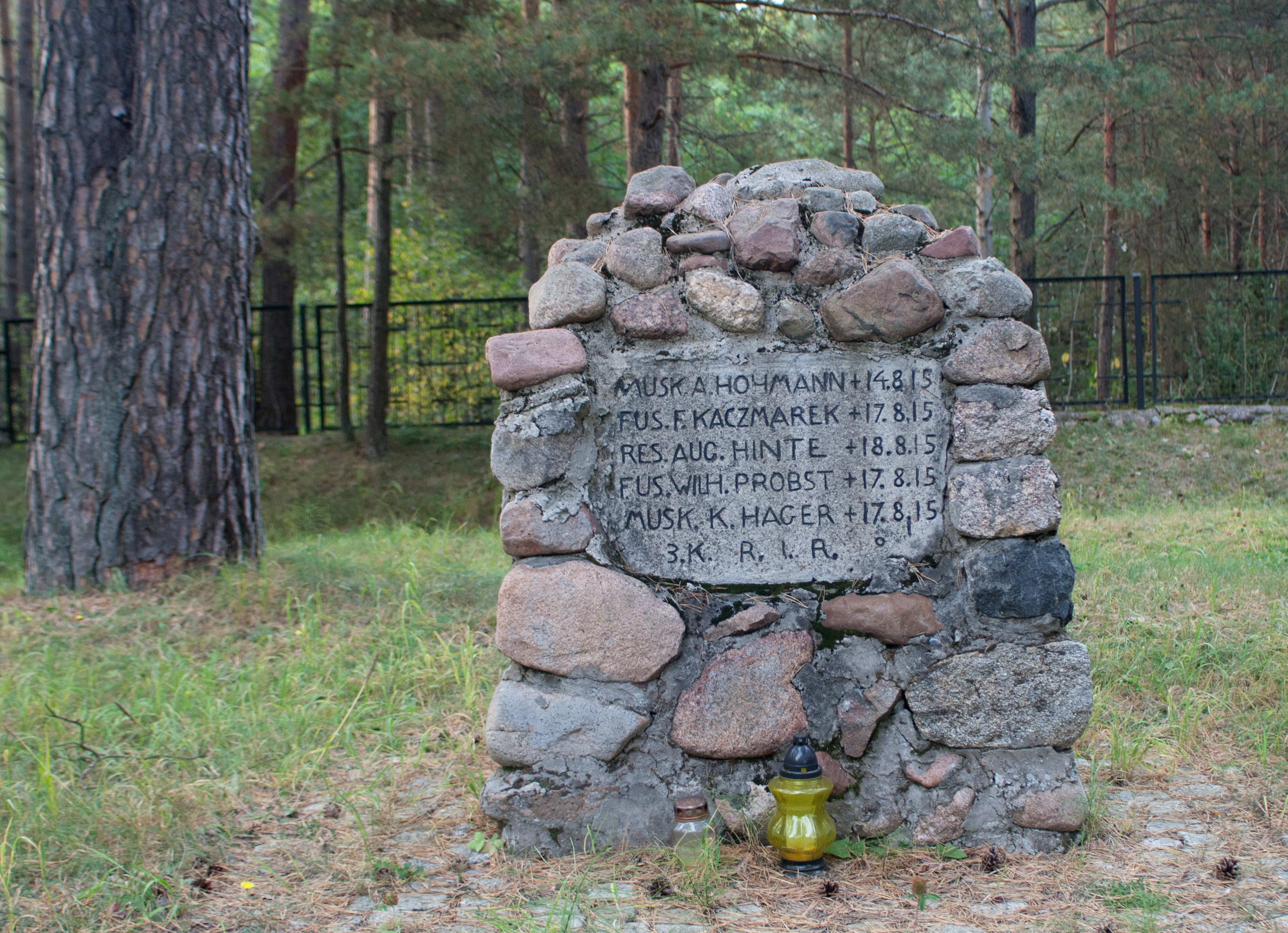
Nagrobek
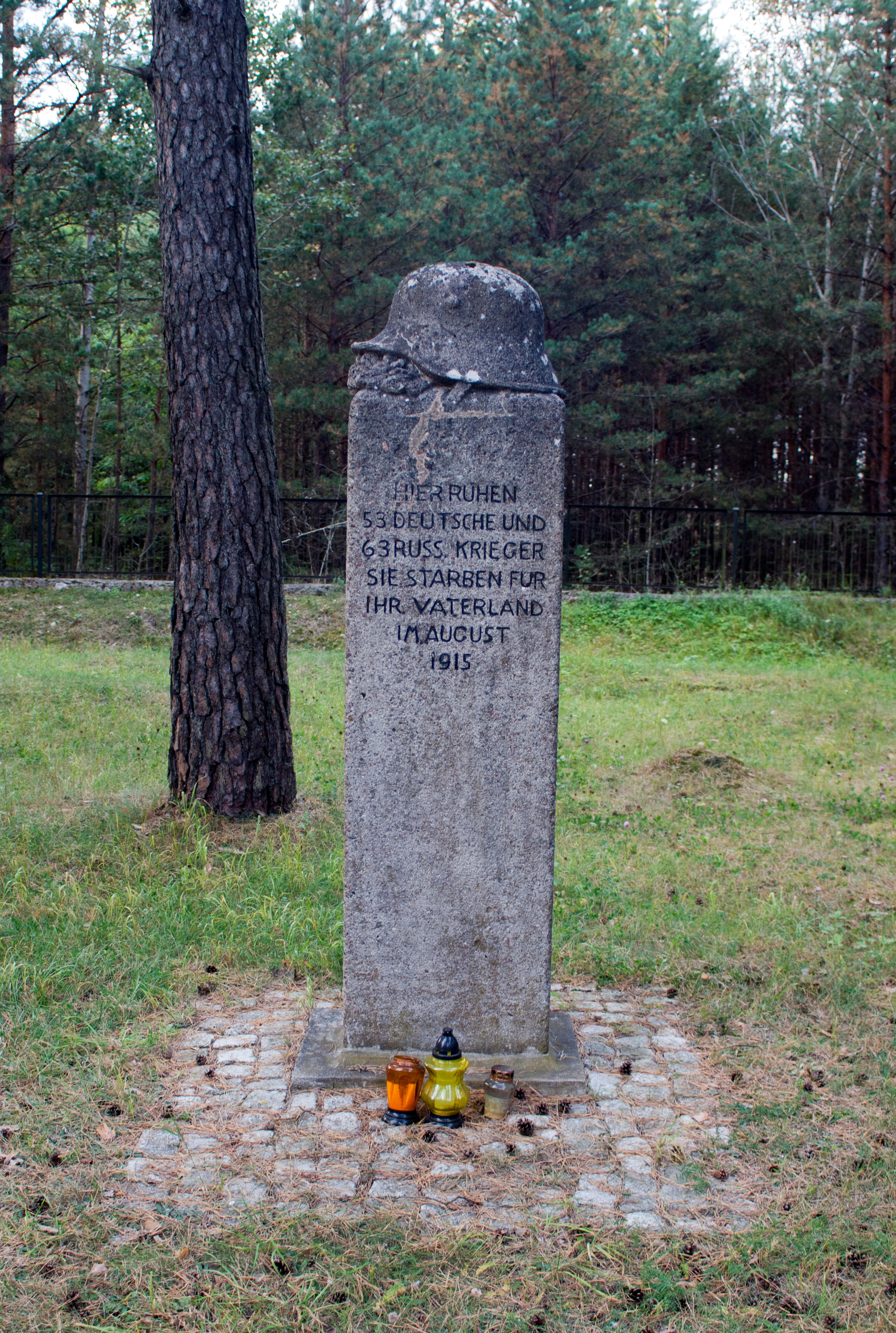
Pomnik
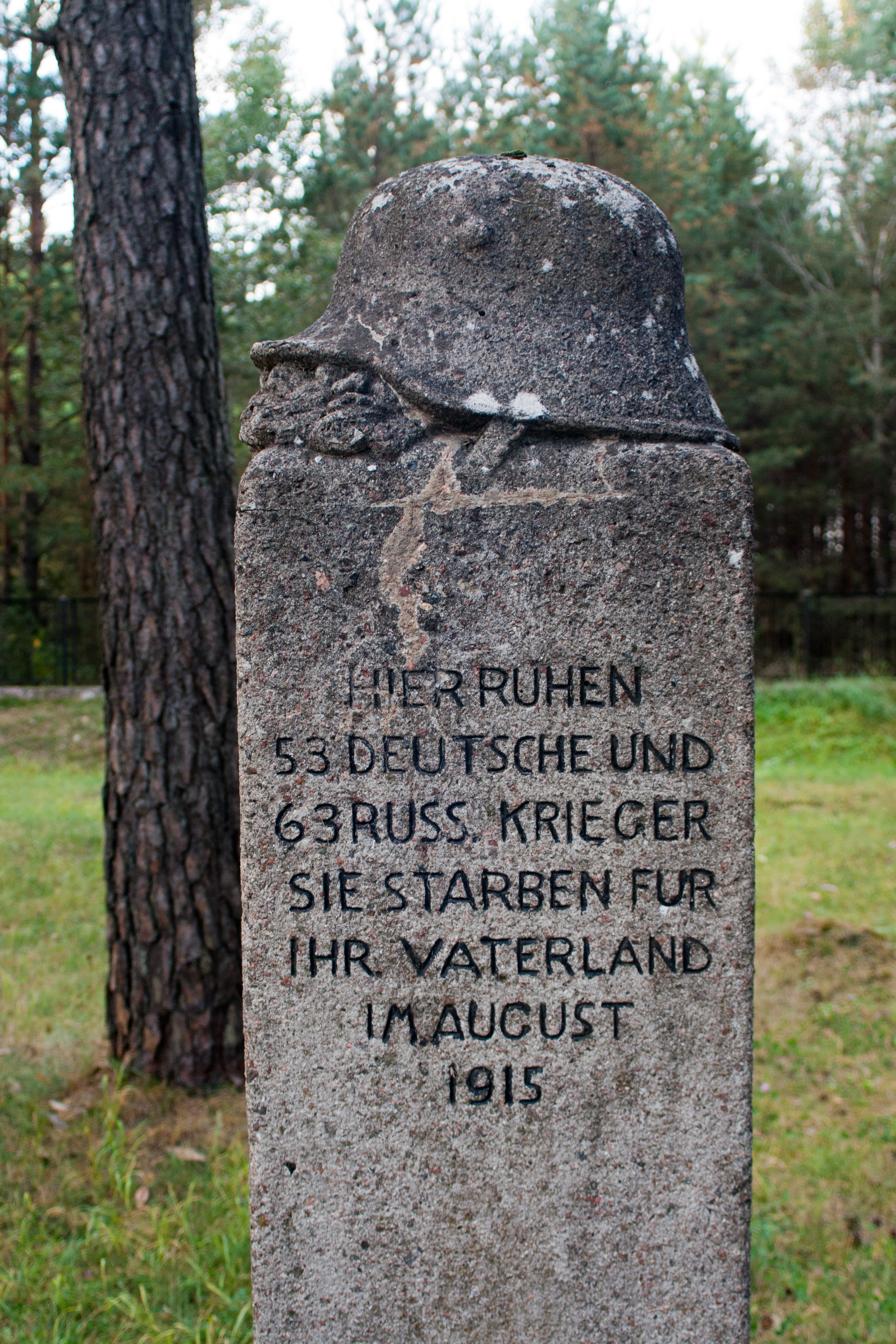
Tablica na pomniku